# Aleipata-Inseln
Die Aleipata-Inseln sind eine Gruppe von vier unbewohnten Inseln am östlichen Ende von Upolu in Samoa mit einer Gesamtfläche von 1,68 km². Die Inseln sind geologisch gesehen Tuffringe, die zum Teil im Meer versunken sind. Administrativ gehören die vier Inseln zum Bezirk von Atua (Lufilufi). Die beiden nördlichen Inseln (Fanuatapu und Namua) gehören zum Wahlbezirk (faipule) Aleipata Itupa-i-lalo, die beiden südlichen (Nuʻutele und Nuʻulua) zu Aleipata Itupa-i-luga.  Auf den Inseln befinden sich die östlichste und die südlichste Landmasse des Staates Samoa.
Die Inseln sind bedeutende Brutgebiete für Seevögel. Durch ihre geschützte Lage konnten hier viele Vogelarten dauerhaft überleben, so etwa Samoamonarchen (Myiagra albiventris), Zahntauben (Didunculus strigirostris) und Erdtauben (Gallicolumba stairii). 
Außerdem sind in den Gewässern rund um die Inseln Seeschildkröten, Delfine, Rochen und Riffhaie heimisch.
Wirtschaftlich gesehen spielt nur der Tourismus eine geringe Rolle.

## Die Inseln
Nuʻutele
Nuʻutele ist mit 1,1 km² die größte der Aleipata-Gruppe, wie ihre Nachbarinseln vulkanischen Ursprungs und ca. 250 m hoch. Auf der Insel kann man die Überreste einer ehemaligen Leprakolonie besichtigen. Die Insel liegt wie ihre Nachbarinsel Nuʻulua nicht mehr innerhalb des Korallenriffes, das Upolu, Namua und Fanuatapu umschließt.
Nuʻulua
Nuʻulua, 0,25 km² groß, ist nur schwer erreichbar, da starke Strömungen und eine steile Küste eine Anlandung erheblich erschweren. Nuʻulua ist die südlichste Insel des Staates Samoa.
Namua
Namua, 0,2 km² groß, ist ein erloschener Krater, dessen eine Hälfte bereits im Meer versunken ist. Auf der zeitweise bewohnten Insel gibt es ein kleines Resort für Touristen, die auf Namua und den anderen Inseln schnorcheln und wandern können. Namua ist auch ein Vogelschutzgebiet, in dem zahlreiche Seevögel brüten. 
Fanuatapu
Fanuatapu mit 0,15 km² die kleinste Insel der Gruppe, liegt etwa 1,5 km östlich von Namua, und ist die östlichste Insel des Staates Samoa. Auf dem Eiland steht ein automatischer Leuchtturm.